# Bunder
Een bunder (Latijn: bonnarium; Frans: bonnier) of bonder is een oude eenheid van grondoppervlakte, die vaak iets groter was dan een hectare (ha).
De omvang van een bunder verschilt van streek tot streek, afhankelijk van de grootte van de plaatselijke lineaire meetstandaard de voet of de roede. Voor de roede als lengtemaat bestaan er talrijke maatstelsels, variërend tussen de 12 tot 21 voet (die op zijn beurt van plaats tot plaats verschilt). De oppervlakte van een bunder zal navenant dan ook verschillen. Een andere oppervlaktemaat was de morgen, die doorgaans wat kleiner was dan de bunder (vaak iets kleiner dan een hectare). In bepaalde plaatsen was de verhouding tussen bunder en morgen vastgelegd, bijvoorbeeld twee bunder = drie morgen.
In streken waar men met 'grote' roedes van 32 à 33 m² werkte, was een bunder doorgaans 400 of 450 vierkante roede. Een bunder stond daar gelijk aan 4 dagwanden, waarbij een dagwand ongeveer 3300 m² groot was. In Brabant en Land van Dendermonde bevat een bunder in de regel 400 (vierkante) roeden. Een kwart bunder (100 roeden) heette daar een dagwand (elders een hont).
In streken waar men met 'kleine' roedes van 14 à 15 m² werkte, was een bunder tot 900 roedes groot. Een bunder was daar gelijk aan 3 gemeten, waarbij een gemet 4400 à 4500 vierkante meter groot was. Zo was een bunder in Kasselrij Oudburg en Land van Waas ongeveer 1,3 ha groot: 3 gemeten van 4456 m² = 900 roeden van 14,9 m². Een morgen was in deze streken dan gelijk aan 600 roedes zodat een bunder overeenkwam met anderhalve morgen.

## Hectare

### Nederland
In Nederland werd bij de invoering van het metriek stelsel in 1816 de bunder gelijkgesteld aan 1 hectare of 10.000 m² ( 100m × 100m = 10.000 vierkante meter = 1 hectare = 1 bunder ). In 1937 werd de bunder in Nederland als officiële vlaktemaat afgeschaft, maar in de omgangstaal wordt de term nog veelvuldig door landbouwers gebruikt.

### België
Door het besluit van de Consuls van 13 Brumaire jaar IX werd het gebruik van de nieuwe maten verplicht vanaf 1 Vendémiaire jaar X. Het huidige België en het zuiden van het huidige Nederland, die deel uitmaakten van de Franse Republiek, vielen onder dit besluit. In 1812 was er een keizerlijk decreet, dat de oude maten opnieuw toeliet. Bij het Koninklijk besluit van 29 maart 1817 werden in het Verenigd Koninkrijk der Nederlanden oude benamingen ingevoerd voor de maten. Zo werd de hectare bunder, de are roede en centiare (vierkante) el. Pas bij de wet van 1 oktober 1855 werd het Koninklijk besluit van 1817 buiten werking gesteld. In sommige streken wordt in de volkstaal nog altijd dagwand gebruikt, alhoewel dit eerder aan het uitsterven is.
In België en het zuiden van Nederland werd bij de omschakeling naar het metriek stelsel tijdens de inlijving bij Frankrijk (1796-1815) naar een precieze omrekening van de oude landmaten naar metrieke maten gestreefd. Hiervoor moest elke departement de omzetting opgeven van de oude maten in dat departement naar de nieuwe maten. Zo kan het voorkomen dat er voor een omgezette maat een lichte afwijking is tussen twee departementen. Zo is bijvoorbeeld de Antwerpse voet in het Dijledepartement 0,2855 meter en in het departement van de Twee Neten is het 0,2868 meter.